# Barathronus bruuni
Barathronus bruuni är en fiskart som beskrevs av Nielsen, 1969. Barathronus bruuni ingår i släktet Barathronus och familjen Aphyonidae. Inga underarter finns listade.